# Иванов, Александр Александрович (астроном)
Алекса́ндр Алекса́ндрович Ивано́в (4 [16] апреля 1867, Санкт-Петербург — 23 ноября 1939, Ленинград) — российский и советский астроном, астрометрист, член-корреспондент АН СССР (1925).

## Биография
Родился 4 [16] апреля 1867 года в Санкт-Петербурге в семье рабочего. Учился в Петербургской 8-й гимназии, которую окончил в 1885 году с золотой медалью. Вследствие материального неблагополучия в семье вынужден был уже с третьего класса давать уроки для заработка. После окончания гимназии поступил на математическое отделение физико-математического факультета Петербургского университета. На втором курсе проявил интерес к лекциям по астрономии, а затем и по высшей геодезии, стал читать специальную литературу.
После окончания университета в 1889 году был оставлен при нём профессором С. П. Глазенапом для подготовки к профессорскому званию. В 1890—1901 годах, по приглашению А. Ф. Бредихина, работал в Пулковской обсерватории наблюдателем на большом вертикальном круге. В 1895 году защитил магистерскую диссертацию «Вращательное движение Земли» (о перемещении полюсов оси вращения по поверхности земного сфероида) и получил учёную степень магистра астрономии и геодезии. С 1896 года был допущен к чтению лекций в университете в качестве приват-доцента. Продолжая работать в Пулково, готовил докторскую диссертацию на тему «Теория прецессии», защита которой состоялась в 1899 году.
В 1901 году покинул Пулково и переехал в Петербург для продолжения педагогической деятельности. Получив предложение от Д. И. Менделеева, перешёл на работу в возглавляемую им Главную палату мер и весов, где работал с 1902 по 1911 год. В 1908—1929 годах — профессор Петербургского (Ленинградского) университета, в 1913—1919 — также директор обсерватории университета, где наладил регулярное издание её трудов. В 1918—1919 годах — ректор Петроградского университета. В 1919—1930 годах — директор Пулковской обсерватории. С 1930 года — заместитель директора Всесоюзного научно-исследовательского института метрологии им. Д. И. Менделеева.

## Научная деятельность
Основные научные труды посвящены небесной механике и практической астрономии. По наблюдениям на большом вертикальном круге в Пулкове составил три каталога абсолютных склонений звёзд, исследовал изменяемость широты Пулкова. Изучал резонансные случаи движения малых планет под влиянием гравитационного поля Юпитера. Изучал движение малой планеты Герды (по наблюдениям 1872—1934 годов). Подробно исследовал прецессию не вполне шарообразной Земли под воздействием притяжения Луны и Солнца, получил величину сжатия Земли, равную 1:297,2 — это близко к современному значению. На основании анализа измерений силы тяжести во многих пунктах земной поверхности сделал вывод о несимметричности Северного и Южного полушарий Земли. Многое сделал для совершенствования советской службы времени. Автор учебников по общей, сферической, практической и теоретической астрономии. Один из основателей Русского астрономического общества и его председатель в 1906—1910 и 1913—1914 годах.